# Metazestode

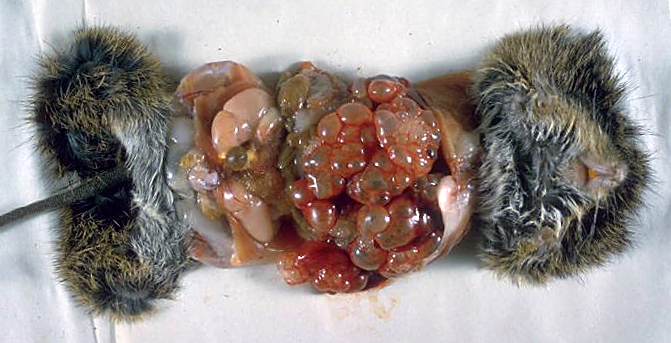
Metazestode des Fuchsbandwurms mit zahlreichen Tochterblasen

Als Metazestode (Metacestode) bezeichnet man die zweite Larve der Echten Bandwürmer (Eucestoda). Sie entwickelt sich aus der Onkosphäre und stellt das für den Endwirt infektiöse Finnenstadium dar. Metazestoden können sich durch äußere oder innere Sprossung vermehren. Bei den Metazestoden der Vertreter der Gattung Echinococcus entstehen aus der Echinokokkenblase zahlreiche Tochterblasen, in denen sich jeweils bis zu 30 Skolices entwickeln.